# Tommy Wiseau
Thomas Pierre Wiseau (/wɪˈzoʊ/ hoặc /ˈwaɪzoʊ/; tên khai sinh Tomasz Wieczorkiewicz; sinh ngày 3 tháng 10 năm 1955) là một diễn viên và nhà làm phim người Mỹ gốc Âu, được biết đến với vai trò giám đốc sản xuất, biên kịch, đạo diễn và thủ vai chính trong bộ phim The Room ra mắt năm 2003, được nhiều nhà phê bình mô tả là "một trong những bộ phim tệ nhất từng được thực hiện" và được liệt vào hàng phim cult. Ông cũng đồng đạo diễn trong bộ phim tài liệu năm 2004 Homeless in America và phim hài tình huống năm 2015 The Neighbors.
Nhiều thông tin về cuộc sống cá nhân của Wiseau (bao gồm tuổi tác, nguồn gốc số tài sản sở hữu và xuất thân) vẫn chưa được xác minh, do đó đã trở thành chủ đề của nhiều cuộc tranh luận từ người hâm mộ và các báo cáo mâu thuẫn khác nhau. Cuốn hồi ký xuất bản năm 2013 với tựa đề The Disaster Artist của Greg Sestero cùng với bộ phim chuyển thể cùng tên năm 2017 cũng ghi lại quá trình sản xuất The Room và cuộc sống đằng sau hậu trường của Wiseau.

## Đầu đời

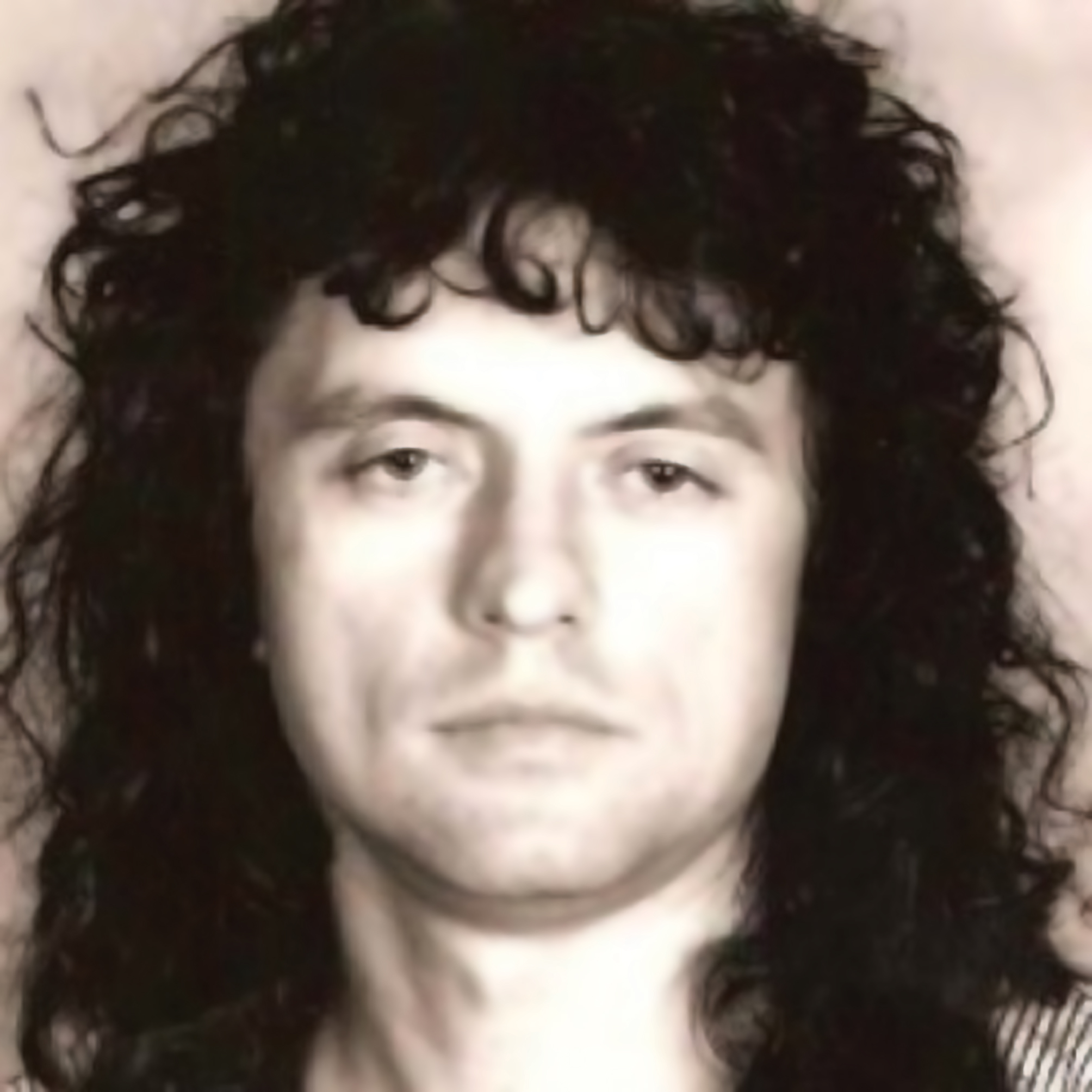
Ảnh chụp chính diện khuôn mặt của Wiseau, không rõ ngày chụp

Wiseau rất kín tiếng về cuộc sống đầu đời của mình. Trong nhiều cuộc phỏng vấn khác nhau, ông đã tuyên bố rằng mình từng sống ở Pháp "từ rất lâu rồi"; đồng thời cho biết ông lớn lên tại New Orleans và mô tả có "cả một gia đình" ở Chalmette, Louisiana. Cũng trong một cuộc phỏng vấn năm 2010 với Crikey, Wiseau đã nói ra tuổi của mình cho thấy ông có thể sinh năm 1968 hoặc 1969, thế nhưng "bạn thân" của ông là Greg Sestero trong cuốn hồi ký The Disaster Artist lại cho rằng bạn gái của anh trai Wiseau đã lấy được bản sao giấy tờ nhập cư Hoa Kỳ của ông và phát hiện Wiseau được sinh ra "sớm hơn nhiều" so với những gì ông tuyên bố, cụ thể là tại một quốc gia không xác định thuộc Khối phía Đông vào khoảng cuối những năm thập niên 1950.
Trong bộ phim tài liệu năm 2016 Room Full of Spoons, Rick Harper cho biết mình đã nghiên cứu lý lịch của Wiseau và kết luận rằng ông là một người Ba Lan có xuất thân tại thành phố Poznań. Wiseau cũng đã xác nhận công khai lần đầu tiên vào tháng 11 năm 2017 rằng ông là người gốc Châu Âu: "Tóm gọn lại, tôi lớn lên ở Châu Âu cách đây khá lâu, nhưng giờ tôi là một người Mỹ và rất tự hào về điều đó".
Trong The Disaster Artist, Sestero khẳng định Wiseau đã từng tâm sự với anh về quá khứ của mình, rằng khi còn trẻ, ông chuyển đến Strasbourg, nơi ông lấy tên là "Pierre" và làm công việc rửa bát cho một nhà hàng. Sestero cũng tiết lộ cả việc Wiseau kể lại lúc bị bắt oan sau một cuộc truy quét ma túy tại khu nhà trọ và bị ngược đãi bởi cảnh sát Pháp, điều đã khiến cho ông phải nhập cư vào Mỹ để sống với một người dì và chú ở Chalmette.
Sestero cho biết sau khi Wiseau sống ở Louisiana một thời gian, ông đã chuyển đến San Francisco, nơi ông làm nghề bán hàng lưu niệm cho khách du lịch gần Bến Ngư Phủ. Wiseau được cho là từng có biệt danh "Người chim" vì món đồ chơi chim của mình - thứ chỉ phổ biến ở châu Âu vào thời điểm đó; Điều này sau đó đã khiến ông phải đổi tên thành Thomas Pierre Wiseau khi trở thành công dân Hoa Kỳ, với "Wiseau" lấy từ tiếng Pháp có nghĩa là "chim" (oiseau) và thay thế chữ O bằng chữ W.
Cùng vào khoảng thời gian này, Wiseau cũng tuyên bố đã lấy được bằng tâm lý học tại Trường Cao đẳng Cộng đồng Laney ở Oakland, khẳng định rằng ông đã tốt nghiệp trong danh sách danh dự.
Theo Sestero, Wiseau từng xác nhận bản thân làm nhiều công việc khác nhau ở Khu vực Vịnh San Francisco, bao gồm cả phục vụ nhà hàng và nhân viên bệnh viện, cũng như điều hành một doanh nghiệp có tên Street Fashions USA chuyên bán quần jean xanh với giá chiết khấu. Sau đó, ông đã mua và thuê các mặt bằng bán lẻ lớn trong khu vực San Francisco và Los Angeles, khiến Wiseau trở nên giàu có một cách độc lập. Tuy nhiên Sestero lại nói rằng ý tưởng về việc Wiseau trở nên giàu có nhanh chóng thông qua những công việc mà ông tuyên bố từng làm là điều không thể tin được. Cũng có một số người ý kiến về âm mưu của việc tạo ra The Room là nhằm rửa tiền cho tội phạm có tổ chức, dù vậy Sestero tin rằng điều này khó có thể xảy ra.
Về ước mơ của Wiseau, Sestero cho rằng việc xảy ra một vụ tai nạn xe hơi nghiêm trọng khiến Wiseau suýt chết và phải nằm viện hai tuần đã thực sự là một bước ngoặt lớn trong cuộc đời ông, khi Wiseau quyết định sẽ theo đuổi nghiệp diễn xuất và đạo diễn, từ bỏ sự an toàn về tài chính.

## Sự nghiệp

### Điện ảnh

#### Ảnh hưởng và thành tựu ban đầu
Wiseau đã nói rằng ông bị ảnh hưởng bởi các bộ phim The Guns of Navarone và Công dân Kane, đặc biệt là với diễn viên James Dean và Marlon Brando. Theo Sestero, nỗi ám ảnh của Wiseau đối với James Dean lớn đến mức ông thường ghé thăm một nhà hàng ở Los Angeles thuộc sở hữu của người quen cũ với Dean, thậm chí một số câu thoại trong The Room cũng được dựa trên lời thoại của Dean trong Rebel Without a Cause. Wiseau đồng thời còn cho biết những nhân vật nổi tiếng có tác động đến "gu" điện ảnh của mình là Tennessee Williams, Orson Welles, Elizabeth Taylor và Alfred Hitchcock.
Sestero lưu ý rằng Wiseau từng cố gắng "nhập cư" vào Hollywood từ cuối những năm 1980, kể lại việc được xem một đoạn băng VHS của Wiseau trong lớp diễn xuất Vincent Chase vào khoảng những năm 1994. Ngoài ra Wiseau còn được cho là đã tham gia các lớp học về điện ảnh tại Cao đẳng Cộng đồng Los Angeles.
Cũng trong thời gian này, Wiseau đạo diễn cho một bộ phim sinh viên Robbery Doesn't Pay, được quay bằng máy quay super 8 tại khu Westwood của Los Angeles. Bộ phim không do Wiseau đóng vai chính, được Sestero mô tả là "chỉ xoay quanh một người đàn ông đi loanh quanh nhìn những chiếc xe hơi đến bài hát 'Blue Monday' của Orgy".

#### The Room
Bộ phim đầu tay chính thức của Wiseau, The Room đã được phát hành vào năm 2003. Ngân sách phim tổng cộng là 6 triệu USD, trong đó nguồn gốc của số tiền trên vẫn còn là một bí ẩn. Bộ phim được dựa trên cuốn tiểu thuyết dài 540 trang chưa xuất bản do chính Wiseau viết. Sau khi phát hành, bộ phim đã bị giới phê bình chê bai nhưng cuối cùng vẫn trở thành một "tác phẩm kinh điển đình đám" với các suất chiếu đêm khuya tại nhiều quốc gia trên toàn thế giới.
Những khán giả khi xem phim thường mặc quần áo để trông giống nhân vật yêu thích của họ, tương tác với các đối thoại trên phim, ném thìa nhựa và bóng bầu dục ở khoảng cách ngắn xung quanh rạp chiếu theo diễn biến trên màn hình. Sự chú ý dành cho phim sau đó đã khởi đầu Chuyến lưu diễn quốc tế "Love is Blind" của The Room trong năm 2010–2011, với việc bộ phim được chiếu ở Vương quốc Anh, Đức, Đan Mạch, Úc và Ấn Độ cùng nhiều quốc gia khác. Wiseau cũng xuất hiện thường xuyên tại những buổi chiếu trên, chụp ảnh cùng người hâm mộ và trò chuyện với khán giả trước khi chiếu phim.
Trong một bộ phim chuyển thể cùng tên năm 2017 từ cuốn hồi ký The Disaster Artist của Greg Sestero, vai diễn Wiseau do James Franco thủ vai đã giành Giải Quả cầu vàng cho nam diễn viên phim ca nhạc hoặc phim hài xuất sắc nhất. Wiseau cũng xuất hiện với tư cách là cameo trong cảnh hậu danh đề với vai Henry.

#### Các dự án sau đó (2004 – nay)

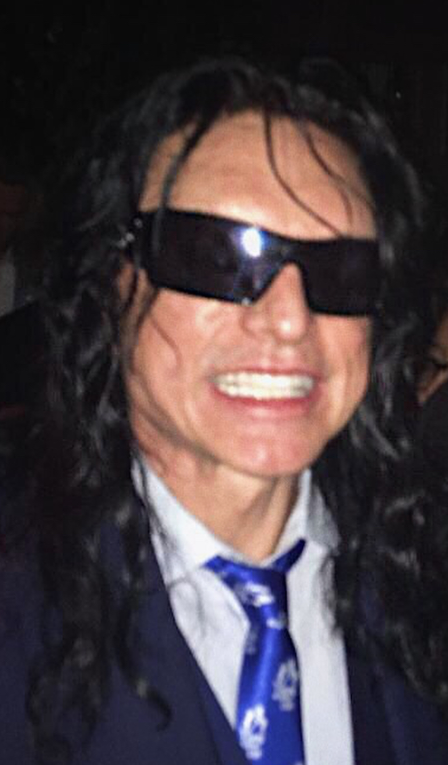
Wiseau tại buổi công chiếu phim The Disaster Artist năm 2017

Năm 2004, Wiseau đã sản xuất và phát hành một bộ phim tài liệu ngắn có tên Homeless America. Năm 2010, ông đóng vai chính trong một bộ phim kinh dị nhại lại dài 15 phút The House That Drips Blood on Alex.
Ông ngoài ra còn là giám đốc sản xuất và đóng vai một nhân vật phản diện có tên Linton Kitano trong Samurai Cop 2: Deadly Vengeance, phần tiếp theo của bộ phim cult kinh điển Samurai Cop. Vào tháng 10 năm 2016, có thông báo rằng Wiseau và Sestero sẽ đóng vai chính trong một bộ phim có tên Best F(r)iends do Sestero viết kịch bản và được quay phim ở Los Angeles. Phim sau đó đã khởi chiếu chính thức vào ngày 4 tháng 9 năm 2017 tại rạp chiếu phim Prince Charles. Tập đầu tiên của bộ phim được phát hành trong ngày 30 tháng 3 năm 2017, và tập thứ hai phát hành vào ngày 1 tháng 6 cùng năm.
Vào đầu tháng 2 năm 2019, trước buổi chiếu The Room tại rạp chiếu phim Prince Charles, Wiseau đã cho phát đoạn giới thiệu teaser bộ phim chính thức thứ hai mà ông cầm trịch trong vai trò đạo diễn, Big Shark. Trong phần hỏi đáp sau đó, Sestero cho biết bộ phim dự định sẽ ra mắt vào tháng 9 năm 2019 tuy nhiên đã không thể hoàn thành đúng thời hạn. Đến ngày 2 tháng 4 năm 2023, phim mới chính thức công chiếu tại rạp Cinema 21 ở Portland, Oregon. Wiseau cũng sẽ đóng vai chính cùng với Greg Sestero trong một bộ phim có chủ đề về UFO sắp phát hành.

### Truyền hình
Năm 2008, Wiseau đã sản xuất và phát sóng tập phim thí điểm của một bộ phim truyền hình hài tình huống có tên The Neighbors. Ông cũng thông báo tại trang web bộ phim và trước các buổi chiếu The Room vào năm 2015, nói rằng bộ phim sẽ được phát sóng qua nền tảng đa phương tiện vào tháng 3 cùng năm. Bốn tập đầu tiên của bộ phim sau đó đã được phát hành trên Hulu vào ngày 14 tháng 3 năm 2015. Hai tập phim bổ sung khác cũng được phát hành hai tháng sau đó vào ngày 26 tháng 5.
Năm 2009, Wiseau đã tham gia chương trình hài kịch Tim and Eric Awesome Show, Great Job! với tư cách là khách mời trục tiếp (đóng vai Pig Man) trong tập phim có tựa đề Tommy. Cũng vào năm 2010, Wiseau xuất hiện trong bộ phim truyền hình hài La La Land của Marc Wootton với vai Gary Garner.

### Internet
Năm 2011, Wiseau đã xuất hiện trong chương trình chiếu mạng trên YouTube Tommy Explains it All và tham gia vào một chương trình phát hành trên Machinima.com có tên The Tommy Wi-Show. Cũng vào năm 2019, Wiseau đã đóng vai chính (lồng giọng) là một phi công cho phim hoạt hình chiếu mạng SpaceWorld.

## Đời tư
Không chỉ kín tiếng về xuất thân và cuộc sống đầu đời, Wiseau còn luôn giữ bí mật thông tin với các mối quan hệ đời tư của mình ngoại trừ Greg Sestero, người mà ông coi là "bạn thân" qua một cuộc phỏng vấn với James Franco. Vào năm 2017, ông đã nói với Entertainment Weekly rằng "Tôi nghĩ cuộc sống riêng tư nên là cuộc sống riêng tư, còn cuộc sống nghề nghiệp nên là cuộc sống nghề nghiệp, và đó là nơi tôi đứng, tôi có quyền để làm điều đó". Ông cũng cho biết bản thân là một người công giáo và khá thông thạo tiếng Pháp thông qua một cuộc phỏng vấn vào tháng 12 năm 2017 với Howard Stern.
Đầu năm 2020, Wiseau đã bị thẩm phán Canada yêu cầu bồi thường gần 1 triệu CAD cho các nhà sản xuất bộ phim tài liệu Room Full of Spoons và The Disaster Artist sau khi Wiseau cố gắng ngăn chặn việc phát hành cả hai bộ phim trên vì cảm thấy đang miêu tả ông theo một cách tiêu cực.

## Danh sách tác phẩm đã tham gia

### Điện ảnh
| Năm  | Phim                                | Đạo diễn | Sản xuất          | Biên kịch | Diễn viên | Vai diễn        | Chú thích                   |
| ---- | ----------------------------------- | -------- | ----------------- | --------- | --------- | --------------- | --------------------------- |
| 2003 | The Room                            | Có       | Có                | Có        | Có        | Johnny          | Xuất hiện lần đầu           |
| 2004 | Homeless in America                 | Có       | Có                | Có        |           | Người phỏng vấn | Phim tài liệu               |
| 2010 | The House That Drips Blood on Alex  |          |                   |           | Có        | Alex            | Phim ngắn                   |
| 2011 | Bump                                |          |                   |           | Có        | Rick            | Phim ngắn                   |
| 2015 | Samurai Cop 2: Deadly Vengeance     |          | Giám đốc sản xuất |           | Có        | Linton Kitano   |                             |
| 2016 | Cold Moon                           |          |                   |           | Có        | Rodeo Official  | Cameo                       |
| 2016 | Enter the Samurai                   |          |                   |           | Có        | Chính mình      |                             |
| 2017 | The Disaster Artist                 |          |                   |           | Có        | Henry           | Cameo không chính thức      |
| 2018 | Best F(r)iends                      |          |                   |           | Có        | Harvey Lewis    |                             |
| 2023 | Big Shark                           | Có       | Có                | Có        | Có        | Patrick         |                             |
| N/A  | The Room Returns!                   |          | Có                |           |           |                 | Đang trong giai đoạn hậu kỳ |
| N/A  | Phim có chủ đề về UFO (chưa rõ tên) |          |                   |           | Có        |                 | Dự định sản xuất            |

### Truyền hình
| Năm  | Chương trình                          | Đạo diễn | Sản xuất | Biên kịch | Diễn viên | Vai diễn           | Chú thích   |
| ---- | ------------------------------------- | -------- | -------- | --------- | --------- | ------------------ | ----------- |
| 2009 | Tim and Eric Awesome Show, Great Job! | Có       |          |           | Có        | Chính mình/Pig Man | Tập "Tommy" |
| 2010 | La La Land                            |          |          |           | Có        | Chính mình         | Tập "1.6"   |
| 2015 | The Neighbors                         | Có       | Có       | Có        | Có        | Charlie/Ricky Rick |             |

### Chương trình chiếu mạng
| Năm       | Chương trình          | Đạo diễn | Sản xuất | Biên kịch | Diễn viên | Vai diễn          | Chú thích                                                                                 |
| --------- | --------------------- | -------- | -------- | --------- | --------- | ----------------- | ----------------------------------------------------------------------------------------- |
| 2011–2012 | The Tommy Wi-Show     |          |          |           | Có        | Chính mình        |                                                                                           |
| 2011      | Tommy Explains it All |          |          |           | Có        | Chính mình        |                                                                                           |
| 2016      | Bee and PuppyCat      |          |          |           | Có        | Boss (lồng giọng) | Tập phim: "Donut"                                                                         |
| 2018      | Nerdist Presents      |          |          |           | Có        | Joker             | Tập phim: "Tommy Wiseau's The Dark Knight" Tập phim: "Tommy Wiseau's Joker Audition Tape" |
| 2019      | SpaceWorld            |          |          |           | Có        | TX (lồng giọng)   |                                                                                           |

### Video âm nhạc
| Năm  | Tiêu đề       | Nghệ sĩ           |
| ---- | ------------- | ----------------- |
| 2018 | "Role Models" | The Armed         |
| 2018 | "Scary Love"  | The Neighbourhood |

## Giải thưởng
| Năm  | Tác phẩm            | Giải thưởng                                               | Hạng mục                                | Kết quả   | Tham khảo |
| ---- | ------------------- | --------------------------------------------------------- | --------------------------------------- | --------- | --------- |
| 2004 | Homeless in America | Liên hoan phim và video độc lập quốc tế New York          | Phim tài liệu xã hội xuất sắc           | Đoạt giải |           |
| 2004 | The Room            | Liên hoan phim và video độc lập quốc tế New York          | Giải Khán giả – vai diễn (Lễ hội Miami) | Đoạt giải | [ 55 ]    |
| 2010 | —                   | Giải truyền hình đại học Harvard cho nhà làm phim cua năm | —                                       | Đoạt giải | [ 55 ]    |